# Аль-Джаифи, Хамуд
Хамуд аль-Джаифи (араб. حمود الجائفي‎; 1918 — 22 марта 1985) — йеменский военный и государственный деятель, премьер-министр Йеменской Арабской Республики (1964—1965).

## Биография
Входил в первую группу йеменских офицеров, которые прошли подготовку в 1930-е гг. в иракской военной академии в Багдаде. За участие в попытке государственного переворота после убийства короля Яхьи (1948) был арестован, в 1955 г. — освобожден во время возобновления восстания в Сане. До 1962 г. был инструктором в йеменской военной школе в Сане. После военного переворота, организованного группой младших офицеров в 1962 г., должен был встать во главе государства, но затем предпочтение было отдано Абдалле ас-Салялю.
Вскоре он был произведен в генералы и назначен главнокомандующим армией. Став затем послом в Объединенной Арабской Республике (ОАР), он смог добиться египетской поддержки на стороне молодой йеменской республики в гражданской войне против роялистов, поддерживаемых Саудовской Аравией и Иорданией.
В 1964—1965 гг. занимал должность председателя Исполнительного совета Йеменской Арабской Республики. На этом посту входил в состав совместного руководства с лидерами ОАР, которое ставило задачу объединения Йемена с Египтом. Выступал в числе ряда консервативных республиканцев за примирение с умеренными роялистами и против вывода с территории страны египетского контингента. В связи с этим в январе 1965 г. был отправлен в отставку, но оставался командующим армией и до июля 1965 г. был на должности министра экономике во вновь сформированном кабинете.
Сыграл важную роль в защите Саны во время её осады 1967/68. После завершения Гражданской войны в 1970 г. вышел в отставку.